# Amphiblestrum solidum
Amphiblestrum solidum is een mosdiertjessoort uit de familie van de Calloporidae. De wetenschappelijke naam van de soort is voor het eerst geldig gepubliceerd in 1863 door Packard.